# Aristolochia atlantica
Aristolochia atlantica är en piprankeväxtart som beskrevs av Auguste Nicolas Pomel. Aristolochia atlantica ingår i släktet piprankor, och familjen piprankeväxter. Inga underarter finns listade i Catalogue of Life.